# Заячівка (зупинний пункт)
Заячі́вка — пасажирський залізничний зупинний пункт Рівненської дирекції Львівської залізниці.
Розташований у селі Заячівка, Ковельський район, Волинської області на лінії Сарни — Ковель між станціями Повурськ (4 км) та Троянівка (10 км).
Станом на 2025 рік, щодня одна пара приміського поїзда прямує за напрямком Ковель-Пасажирський — Сарни.

## Галерея

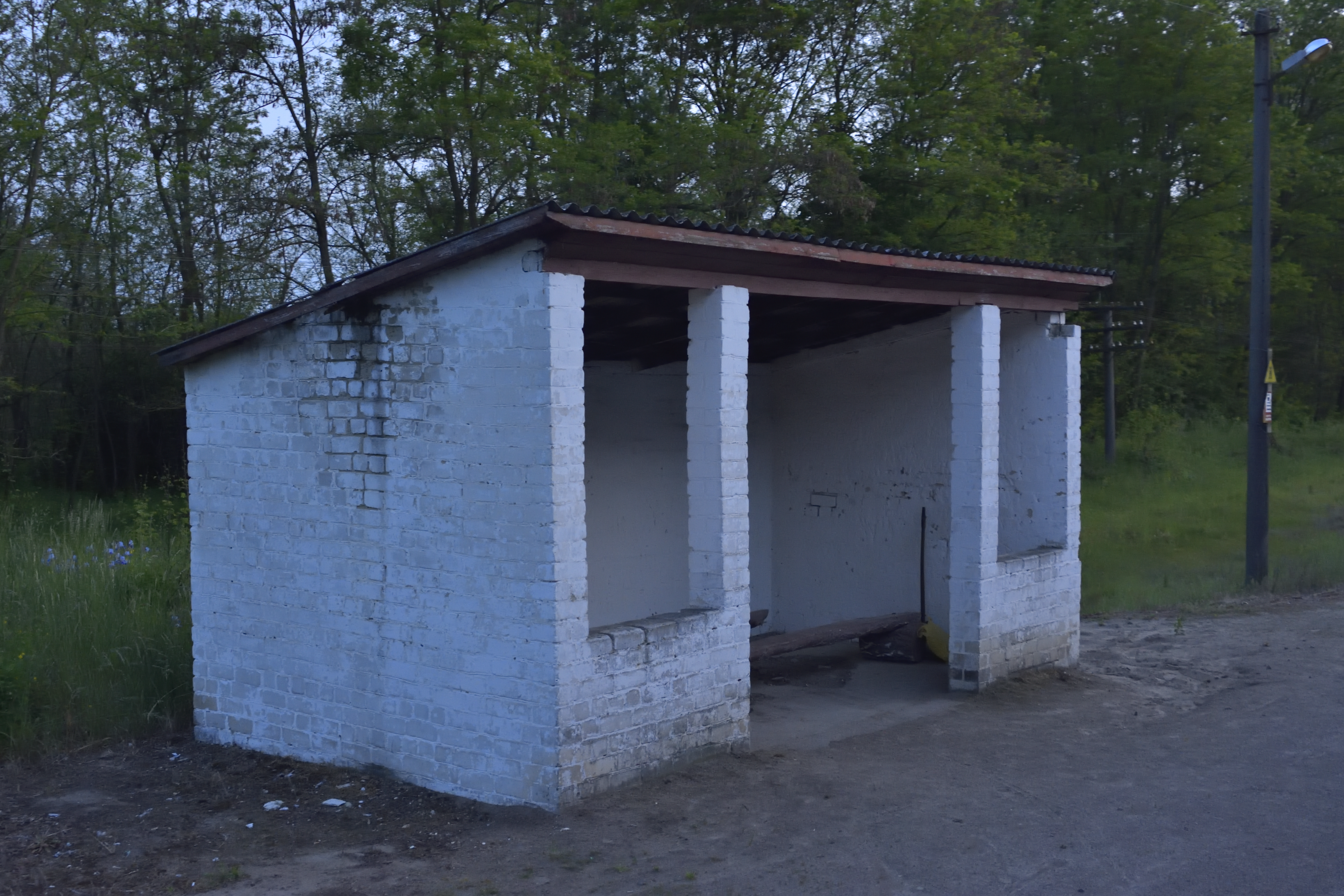
Будівля зупинного пункту